# Абакавір/Ламівудин/Зидовудин
Абакавір/Ламівудин/Зидовудін/ (МНН, торгове найменування Trizivir) є засобом для лікування ВІЛ-інфекції. У своєму складі містить збалансовану кількість трьох антиретровірусних препаратів — абакавіру (ABC, торгова марка Зіаген), ламівудину (3TC, торгова марка Епівір) та зидовудіну (AZT, торгова марка Ретровір). Препарат запатентований компанією GlaxoSmithKline і поставляється разом із Pfizer їхньою дочірньою компанією ViiV Healthcare.
Всі три компоненти є інгібіторами зворотної транскриптази і допомагають відстрочити розвиток резистентності в результаті мутації вірусу ефективніше, ніж кожен компонент окремо.
Всі три компоненти перебувають під державним патентним захистом США.